# Rocky V
Rocky V è un film del 1990 diretto da John G. Avildsen.
È il quarto sequel del fortunato Rocky del 1976 e, come i precedenti episodi, è sceneggiato e interpretato da Sylvester Stallone. Prodotto nuovamente da Robert Chartoff e Irwin Winkler e diretto da John G. Avildsen, regista del primo film, mostra Rocky Balboa, costretto al ritiro dal pugilato per i gravi traumi cerebrali rimediati sul ring contro Ivan Drago e per giunta ricaduto in miseria, allenare un giovane e promettente pugile, Tommy Gunn.
A questo film partecipa il primogenito di Stallone, Sage, nel ruolo del figlio Robert, mentre per interpretare Tommy Gunn fu scelto Tommy Morrison, vero pugile e futuro campione del mondo dei pesi massimi della WBO nel 1993.
La saga è poi proseguita con la realizzazione del sesto episodio, Rocky Balboa (2006).

## Trama
Russia, 25 dicembre 1985.
Dopo aver vinto contro il pugile sovietico Ivan Drago, Rocky torna in America insieme ad Adriana, Paulie e a Tony. Mentre si trova in conferenza stampa all'aeroporto, viene preso di mira dal ricco manager di pugili George Washington Duke, il quale gli propone con insistenza di fare un incontro a Tokyo contro il suo pugile Union Cane ma Rocky rifiuta indirettamente in quanto è Adriana a prendere la parola dichiarando che il marito si è ormai ritirato per poi lasciare la conferenza. Tornati a casa, Rocky ha una brutta sorpresa: Paulie, prima di partire con lui per la Russia, aveva firmato imprudentemente a suo nome una procura in favore del proprio commercialista, convinto che fosse una proroga per la dichiarazione dei redditi mentre invece si trattava in realtà di una serie di speculazioni poi non andate a buon fine e il cui risultato è stato quello di ridurre lo stesso Rocky sul lastrico.
Rocky non si perde d'animo, vorrebbe accettare di incontrare Union Cane per risolvere le cose ma, su consiglio di Adriana, si sottopone ad esami medici  (finito l'incontro a Mosca si era sentito male nello spogliatoio) e apprende che, a causa dei violenti colpi alla testa ricevuti nell'incontro con Drago, ha riportato delle lesioni cerebrali che potrebbero essergli fatali se ritornasse sul ring. Dopo l'iniziale sconforto, Rocky si rassegna e chiede che tutto venga mantenuto segreto alla stampa. Ne consegue che Rocky è costretto al ritiro dall'attività agonistica, ed i suoi beni, due anni dopo, (nell'Ottobre 1987) sono venduti all'asta: molti dei suoi ricordi, compresi la villa e la sua moto, fanno sì che siano accumulati i soldi necessari per rimediare al suo disastro finanziario. Anche il suo titolo mondiale rimane vacante e viene conquistato dallo stesso Cane. Dopo essersi rimesso in sesto, Rocky torna a vivere con la famiglia nel suo vecchio quartiere.
Qui Adriana ricomincia a lavorare nel vecchio negozio di animali, mentre lui inizia ad allenare pugili nella palestra del defunto Mickey Goldmill, del quale ha conservato un gemello d'oro a forma di guantone che fu regalato a Mickey da Rocky Marciano in persona. Poco dopo Rocky accompagna suo figlio Robert a scuola cercando di spiegargli come non farsi mettere i piedi in testa dagli altri: qui il figlio incontra Jewel, una ragazza che si innamora di lui. L'incontro con la ragazza però viene interrotto da due bulli che prendono a pugni Robert e gli rubano il giubbotto. Nel frattempo Rocky viene avvicinato per strada nuovamente da George Washington Duke che vuole convincerlo a tutti i costi a combattere di nuovo, dicendogli anche che nonostante la sua riservata prognosi medica potrebbe riuscire ad aiutarlo a tornare sul ring; ma quando Rocky sembra farsi convincere dal negozio di fronte accorre Adriana che ribadisce il ritiro definitivo di suo marito. Duke allora lascia Rocky, sbeffeggiandolo. Una volta soli, Rocky e Adriana discutono perché lei si preoccupa per la sua salute ma lui insiste che dovrebbe essere compito suo aiutare la famiglia perché è umiliante per una persona intelligente come lei lavorare di nuovo in quel negozio e ricominciare tutto da capo. 
Intanto Rocky incontra per strada una giovane stella nascente del pugilato di nome Tommy Gunn, che gli chiede di allenarlo e di fargli da manager in quanto suo grande fan dagli esordi. Rocky all'inizio non si sente in grado di seguire il giovane ma poi vede in Tommy la stessa determinazione che aveva lui agli esordi e accetta di fargli da manager portandolo ad allenarsi nella vecchia palestra. Tommy dimostra subito grande forza sul ring: nel suo primo incontro, lo Stallone italiano gli mostra come la fiducia vince sulla forza, vale a dire che lui non deve far altro che sentire la potenza dentro di lui e tirarla fuori al momento giusto senza farsi dominare dalla paura. Così Tommy, un avversario dopo l'altro, riesce a diventare famoso in tutta l'America e Rocky inizia a sentirsi di nuovo un vincente, anche come manager. Gli allenamenti di Tommy però inducono l'ex pugile a trascurare la sua famiglia, soprattutto il figlio. Nonostante ciò, Robert riesce a dare una lezione ai due compagni che lo avevano picchiato e a riprendersi il giubbotto facendo a pugni, grazie anche all'allenamento che aveva fatto in palestra da solo. Quando poi insieme a Jewel corre da suo padre, che sta allenando Tommy in palestra, a raccontargli il fatto, Rocky è orgoglioso di suo figlio ma subito riprende frettolosamente ad allenare Tommy, voltandogli le spalle; Robert se ne va deluso. Da quel momento, Rocky inizia ad avere così tanta fiducia in Tommy che per tutte le sue vittorie arriva a dargli anche i calzoncini di Apollo Creed conservati dopo l'incontro con Drago.
Questo però fa salire drasticamente l'interesse di Duke per Tommy e cerca di farlo passare dalla sua parte per incastrare Balboa, dandogli la possibilità di combattere contro Cane per il titolo. Così inizia ad andare ai suoi incontri prima da spettatore e poi presentandosi direttamente al giovane, portandolo sempre di più nella sua cerchia di amici ed arrivando a regalargli addirittura un appartamento di lusso. Una sera, ad una festa, Duke viene a sapere da Tommy che ufficialmente non c'è un contratto scritto fra lui e Rocky, e quindi non sono legati da alcun vincolo se non di amicizia. Il disonesto manager allora riesce a convincere Tommy che forse sarebbe più conveniente unirsi a lui per cominciare finalmente a vedere i soldi "veri". La sera di Natale, Robert ha invitato i suoi amici a casa e Rocky, insieme ad Adriana e Paulie travestito da Babbo Natale, mettono su una pantomima per festeggiare ma il ragazzo si mostra scocciato e indisponente e quando si trova a parlare faccia a faccia con suo padre, finalmente si sfoga esternando tutta la sua rabbia e la delusione nei suoi confronti per essere stato più vicino a Tommy che a lui. Quando poi esce di casa coi suoi amici, a sorpresa Tommy e Duke arrivano a casa di Rocky in macchina e gli dicono che Tommy si incontrerà con Cane per la conquista del titolo mondiale; inoltre Tommy non vuole più l'aiuto del suo manager, in quanto pensa che lui sia soltanto un vecchio pugile che non sa allenare come faceva Mickey, e che non ha intenzione di aspettare per vincere il titolo e diventare ricco. Rocky segue Tommy fuori e tenta inutilmente di fermarlo, avvertendolo dell'errore che sta commettendo, ma Tommy lo pianta in asso e se ne va, e quando l'ex pugile rincorre la sua auto si sente male a causa dei danni al cervello, accentuati dallo stress.
Raggiunto da Adriana in strada, i due tornano a casa e lui sbotta dicendo di essere stato tradito dall'unico allievo che lo faceva ancora vincere e che non accetta la realtà in cui si sono ritrovati. Adriana, esasperata e triste della situazione, lo convince che Tommy non sarebbe mai stato come lui e che ora è suo figlio ad avere bisogno del padre per poter stare bene. Rocky così capisce la situazione e cerca suo figlio in giro e una volta trovato gli chiede scusa e gli promette che saranno una famiglia vera. Rocky assiste poi con loro all'incontro in TV tra Tommy e Cane: all'inizio Tommy sembra subire troppi colpi ma nel round successivo riesce a reagire e a martellare Cane che cade al tappeto e viene sconfitto per K.O. facendogli vincere il titolo mondiale. Sul ring Tommy, al momento di ringraziare chi lo ha portato fin lì a sorpresa non ringrazia Rocky ma solo Duke: in risposta il pubblico lo fischia e inveisce sempre di più, acclamando a gran voce il nome di Rocky. Rocky ne rimane deluso, ma comunque viene confortato da suo figlio, per poi andarsene al bar con Paulie per distrarsi un po'. Tuttavia, alla conferenza stampa dopo il match, Tommy non viene affatto acclamato ma soltanto considerato un pugile scadente e non minimamente all'altezza di Rocky Balboa e che Union Cane non è stato altro che un "fantoccio" di Duke per permettere a Tommy di vincere il titolo.
Questo fa imbestialire Tommy che vuole a tutti i costi dimostrare agli altri che lui è il nuovo campione. Duke allora lo condiziona un'altra volta, convincendolo a sfidare pubblicamente Rocky ad un incontro per stabilire chi sia migliore una volta per tutte. Tommy si dirige allora al bar da Rocky, seguito dal suo entourage, e lo sfida. Rocky però rifiuta, e dopo che Paulie rinfaccia a Tommy tutta la sua ingratitudine e lo insulta, quest'ultimo perde la testa e gli sferra un pugno in faccia. Così Rocky si infuria e sfida Tommy, contro il volere di Duke (che avrebbe ovviamente preferito un normale incontro sul ring per specularci sopra).
Lo scontro avviene in strada. Dopo averlo mandato quasi subito al tappeto, Rocky va via ma Tommy non accetta la sconfitta e lo colpisce slealmente più e più volte picchiando anche i presenti che cercano di fermarlo. Arrivano sul posto anche Robert e Adriana. All'inizio Rocky sembra non avere speranze contro Tommy a causa della forza dell'irruento giovane ma quando si ricorda le parole di Mickey recupera le forze e il combattimento continua tra l'altro ripreso da una troupe televisiva accorsa sul posto. Rocky, dopo aver dato il massimo, mette al tappeto Tommy che viene anche scaricato da Duke che lo considera un pugile bruciato per la sconfitta subita e ripresa in diretta TV. Rocky finalmente se ne va tra l'orgoglio e il tripudio di tutti i suoi tifosi presenti e della sua famiglia. Tempo dopo, Rocky e Robert corrono insieme sulla scalinata del Philadelphia Museum of Art e, fra le battute, Rocky regala a suo figlio il gemello di Mickey, ringraziandolo per essere lì con lui.

## Produzione

### Sceneggiatura
La sceneggiatura originale prevedeva in origine la morte di Rocky per mano di Tommy Gunn; poco prima che le riprese iniziassero, però, la produzione decise di cambiare il finale, anche contro il volere di Sylvester Stallone.

### Casting
Per la parte di Tommy Gunn, Stallone ingaggiò un vero pugile, Tommy Morrison. La stessa cosa accadde per i provini di Union Cane, quando fu scelto Michael Williams. Per la parte di Robert, Stallone scelse il suo stesso figlio Sage.
Burgess Meredith ritornò in questo film nel ruolo di Mickey in svariati flashback. In alcune scene tagliate, Mickey appare in visione a Rocky sui binari della ferrovia sopraelevata durante lo scontro tra Rocky e Tommy, incoraggiando il suo allievo a rialzarsi.
Jodi Letizia sarebbe dovuta apparire in una scena del film sempre nel ruolo di Marie, che nel film è diventata una prostituta. La scena in questione è stata tagliata nel montaggio finale del film.
Come arbitri dell'incontro compaiono l'iconico arbitro di boxe Frank Cappuccino e l'ex-pugile Lou Filippo, che compare anche in altri film della serie.

## Distribuzione
La pellicola è stata presentata in anteprima mondiale a Los Angeles il 13 novembre 1990.

### Data di uscita
Alcune date di uscita internazionali nel corso degli anni sono state:
- 16 novembre 1990 negli Stati Uniti (Rocky V)[9]
- 8 dicembre 1990 in Giappone (ロッキー5/最後のドラマ)
- 13 dicembre 1990 in Norvegia (Rocky V)
- 14 dicembre 1990 in Portogallo (Rocky V) e nei Paesi Bassi (Rocky V)
- 19 dicembre 1990 in Francia (Rocky V)[10]
- 20 dicembre 1990 in Germania Ovest ( Rocky V)[11]
- 21 dicembre 1990 in Italia[12][13], in Svezia (Rocky V) e in Finlandia (Rocky V)
- 26 dicembre 1990 in Australia (Rocky V)
- 8 febbraio 1991 in Turchia (Rocky V)
- 5 aprile 1991 in Ungheria (Rocky V)

### Divieto
Il film, a seconda del paese di proiezione, ha avuto una censura più o meno severa: è stato vietato ai minori di 12 anni in Germania, Paesi Bassi, Portogallo, e Corea del Sud; vietato ai minori di 13 in Argentina; 14 in Brasile, Finlandia, e Islanda; 15 in Norvegia e in Svezia. In Australia la pellicola è stata valutata M (Recommended for mature audiences), ovvero sconsigliata ai minori di 15 anni, mentre negli Stati Uniti d'America è stato classificato con la sigla PG-13 (parents strongly cautioned), ovvero vietato ai minori di 13 anni non accompagnati dai genitori. In Messico è stato invece classificato A, in Italia T, nel Québec G, che in tutti e tre i casi significa che la visione del film è consentita a tutti. La sigla che categorizza il film a Singapore e nel Regno Unito è PG, che in tutte e due i casi significa che la visione del film da parte dei bambini è consigliata con la presenza di un adulto.

### Doppiaggio italiano
Nell'edizione del quinto capitolo, viene reinserito il nome italianizzato di "Adrian" (Adriana). Quando Rocky rievoca le immagini del passato, durante il combattimento con Gunn, ricorda la frase che Ivan Drago aveva pronunciato riferendosi ad Apollo Creed («And if he dies, he dies»); stavolta, in questo "sogno", a differenza del capitolo precedente, la frase viene tradotta correttamente («E se morirà, morirà»).

## Accoglienza

### Incassi
Negli Stati Uniti è stato il capitolo della saga con incasso minore (40.9 milioni di dollari), nonostante il film avesse avuto una buona campagna di marketing virale. L'incasso globale ha raggiunto i 119.9 milioni di dollari.

### Critica
Il sito Rotten Tomatoes ha riportato che il 31% delle recensioni professionali ha dato un giudizio positivo sul film.
Il Los Angeles Times ha considerato Rocky V come il miglior sequel di Rocky, contrariamente al resto della critica, che ha ritenuto che è "come vedere un parente morire".

## Riconoscimenti
- 1991 - Young Artist Awards
  - Nomination al Miglior attore non protagonista per Sage Stallone
- 2009 - Satellite Award
  - Nomination per il Miglior Blu-Ray nel complessivo insieme a tutti i film della saga per il cofanetto[18]